# Джонс (Оклахома)
Джонс (англ. Jones) — місто (англ. town) в США, в окрузі Оклахома штату Оклахома. Населення — 2885 осіб (2020).

## Географія
Джонс розташований за координатами 35°34′0″ пн. ш. 97°17′20″ зх. д. / 35.56667° пн. ш. 97.28889° зх. д. (35.566730, -97.288914).  За даними Бюро перепису населення США в 2010 році місто мало площу 35,42 км², з яких 35,40 км² — суходіл та 0,02 км² — водойми.

## Демографія
Згідно з переписом 2010 року, у місті мешкали 2692 особи в 1006 домогосподарствах у складі 717 родин. Густота населення становила 76 осіб/км².  Було 1093 помешкання (31/км²).
Расовий склад населення:
| - 85,8 % — білих - 4,8 % — чорних або афроамериканців - 3,5 % — корінних американців - 0,2 % — азіатів |

До двох чи більше рас належало 4,8 %. Частка іспаномовних становила 4,7 % від усіх жителів.
За віковим діапазоном населення розподілялося таким чином: 26,2 % — особи молодші 18 років, 60,7 % — особи у віці 18—64 років, 13,1 % — особи у віці 65 років та старші. Медіана віку мешканця становила 38,5 року. На 100 осіб жіночої статі у місті припадало 97,7 чоловіків;  на 100 жінок у віці від 18 років та старших — 92,5 чоловіків також старших 18 років.
Середній дохід на одне домашнє господарство  становив 70 414 долари США (медіана — 55 637), а середній дохід на одну сім'ю — 80 737 доларів (медіана — 64 833). Медіана доходів становила 42 941 долар для чоловіків та 31 307 доларів для жінок. За межею бідності перебувало 8,7 % осіб, у тому числі 10,4 % дітей у віці до 18 років та 1,6 % осіб у віці 65 років та старших.
Цивільне працевлаштоване населення становило 1278 осіб. Основні галузі зайнятості: освіта, охорона здоров'я та соціальна допомога — 24,8 %, роздрібна торгівля — 12,7 %, публічна адміністрація — 10,8 %.